# Delaware, New Jersey
Delaware är en ort i Warren County i delstaten New Jersey, USA.